# Fedor Nazarov
Fedor (Fedya) L'vovich Nazarov (russe : Фёдор (Фе́дя) Льво́вич Наза́ров; né en 1967) est un mathématicien russe travaillant aux États-Unis. Il fait des recherches en analyse mathématique et ses applications, en particulier en analyse fonctionnelle et en analyse classique (notamment l'analyse harmonique, l'analyse de Fourier et les fonctions analytiques complexes).

## Biographie
Fedor Nazarov obtient son doctorat de l'Université d'État de Saint-Pétersbourg en 1993, avec Victor Petrovich Havin  comme directeur. Avant son doctorat, Nazarov reçoit la médaille d'or et le prix spécial à l'Olympiade internationale de mathématiques en 1984.
Nazarov travaille à l'Université d'État du Michigan à East Lansing de 1995 à 2007 et à l'Université du Wisconsin à Madison de 2007 à 2011. Depuis 2011, il est professeur titulaire de mathématiques à l'Université d'État de Kent.
Nazarov reçoit le prix Salem en 1999 "pour son travail dans l'analyse harmonique, en particulier, le principe d'incertitude, et sa contribution au développement des méthodes de la fonction de Bellman ".
Il donne une conférence invitée au Congrès international des mathématiciens en 2010, sur le thème de "l'analyse".